# Friedrich Bachmayer
Friedrich Bachmayer (10. září 1913 Kamegg – 25. července 1989 Vídeň) byl rakouský paleontolog.

## Životopis
Bachmayer studoval na Universität Wien paleontologii (promoce 1940). Od roku 1949 do svého odchodu do penze byl zaměstnán v Přírodovědném muzeu Vídeň. V roce 1966 se zde stal vedoucím geologicko-paleontologického oddělení.
Bachmayer se zabýval paleontologií na rakouském území a napsal asi 150 odborných publikací. Za zásluhy byl v roce 1965 jmenován profesorem a obdržel několik ocenění.

## Publikace (výběr)
- Erdöl in Österreich. Vídeň 1957 (spoluautor Karl Friedl)
- Schätze im Boden. Vídeň 1964 (spoluautoři Heinz Albert Kollmann a Helmuth Zapfe)